# Кудряевка
Кудряевка — деревня в Исилькульском районе Омской области. Входит в состав Украинского сельского поселения.

## История
Основана в 1913 г. В 1928 г. посёлок Кудряевка состоял из 48 хозяйств, основное население — русские. В составе Кромского сельсовета Исилькульского района Омского округа Сибирского края.

## Население
| 1926 | 2002 | 2010 |
| ---- | ---- | ---- |
| 261  | ↗317 | ↘285 |